# 仁興君
仁興君（인흥군，1604年3月7日（宣祖三十七年二月初七）—1652年1月6日（孝宗二年十一月二十五））是朝鮮王朝時代的王族，諱李瑛（이영），字可韞（가온）。

## 生平
他是朝鮮宣祖與靜嬪閔氏之子，後娶宋熙業（韓語：송희업）女為妻。
仁祖時，同母兄長仁城君李珙獲罪，仁興君曾上疏請求釋放仁城君。後來在仁祖六年（1628年）仁城君被賜死，李瑛曾被司諫院與司憲府聯合奏啟要求流放，但仁祖以仁興君無參與事變而拒絕。仁祖九年（1631年），仁興君又與慶昌君李珘及東昌尉權大恆（韓語：권대항）被李貴、金自點控告作弊而受箚刑。
孝宗在位期間，他曾被任命為謝恩使出使清朝，不久就在孝宗二年十一月二十五（1652年1月6日）逝世，孝宗也因此暫緩世子李棩與世子嬪金氏的嘉禮，初諡孝肅（韓語：효숙），後改諡靖孝（韓語：정효）。

## 家族關係
- 父親：朝鮮宣祖李昖
- 母親：靜嬪驪興閔氏，閔士俊女
- 正室：礪山郡夫人宋氏，宋熙業女
  - 長子：朗善君李俁
  - 次子：朗原君李侃/偘
  - 長女：適趙泰開
  - 次女：適李秀文